# St. Anna (Tanau)

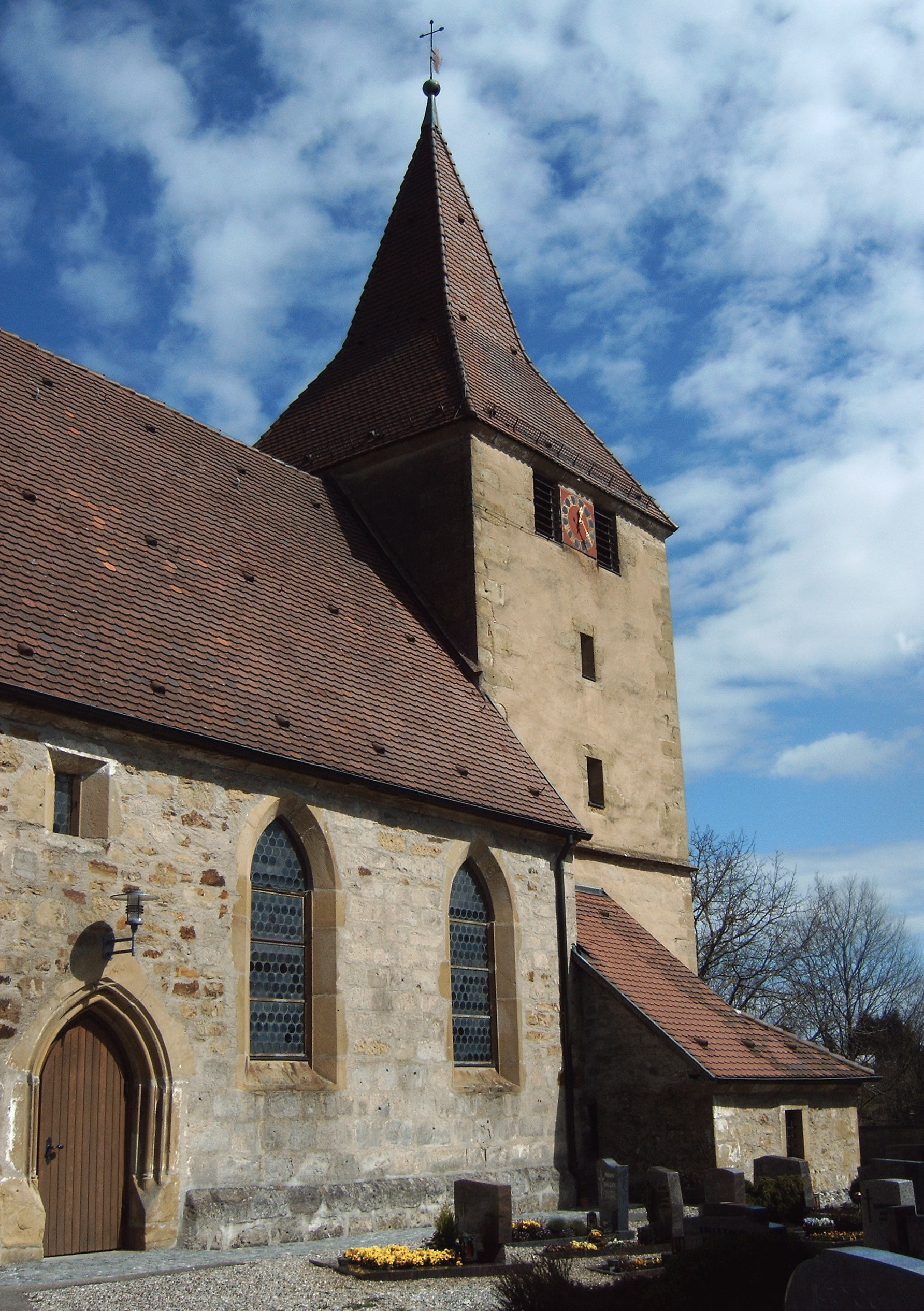
St. Anna in Tanau

Die römisch-katholische romanische Wallfahrtskirche St. Anna ist ein geschütztes Kulturdenkmal nach dem Denkmalschutzgesetz. Sie steht in Tanau, einem Weiler der Gemeinde Durlangen im Ostalbkreis von Baden-Württemberg. Die Kirche gehört zur Diözese Rottenburg-Stuttgart.

## Beschreibung

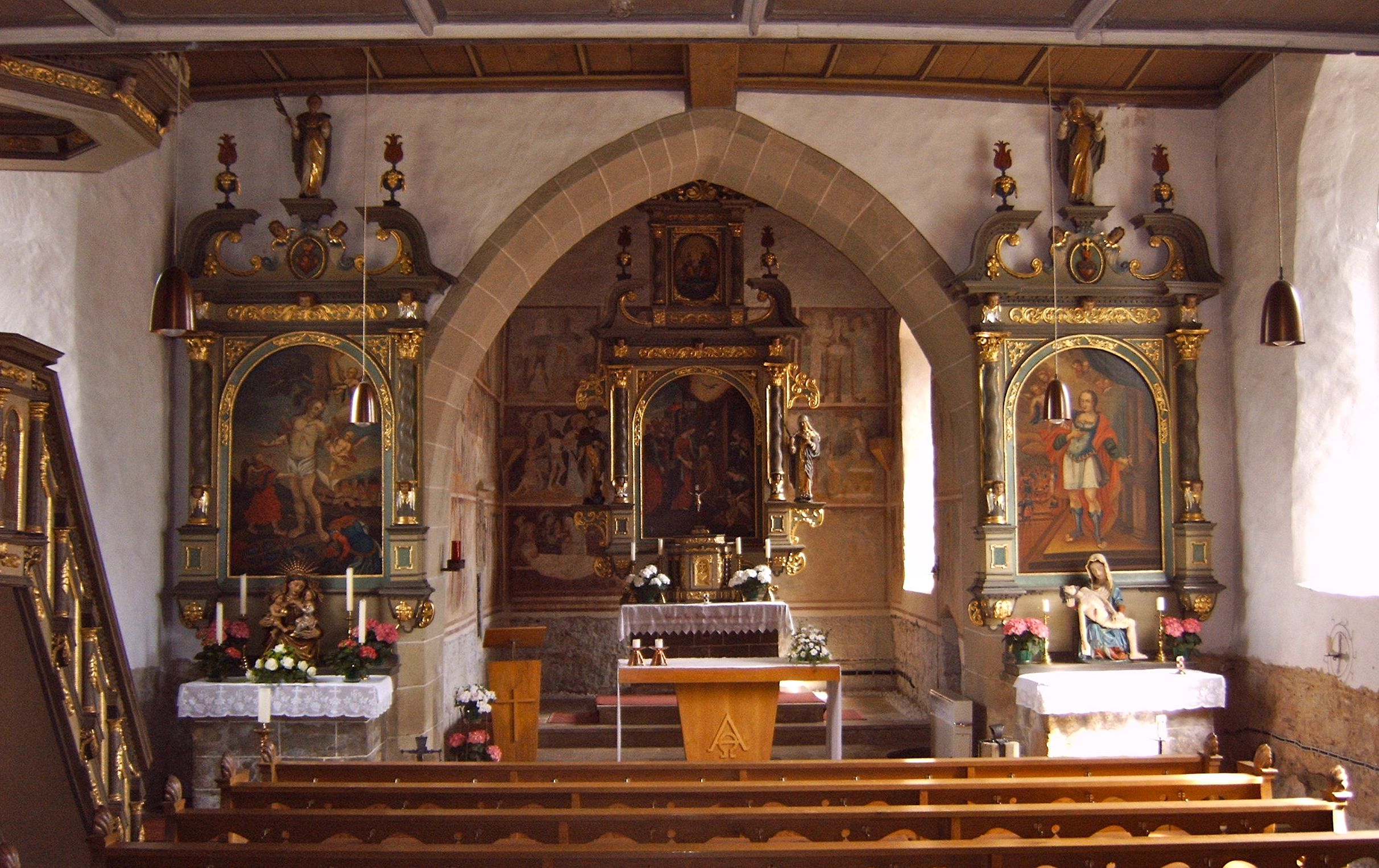
Blick zum Chor

Die im 12. Jahrhundert gebaute Saalkirche besteht aus einem Langhaus und einem Chorturm im Osten, die im Innenraum mit einem Triumphbogen verbunden sind. Das oberste Geschoss des Chorturms beherbergt die Turmuhr und den Glockenstuhl. Darauf sitzt ein vierseitiger Knickhelm. Der Innenraum des Chors, also das Erdgeschoss des Chorturms, wurde 1425 mit Fresken ausgestattet, die einen Werkzyklus der Passion Christi zeigen. Sie wurden später überdeckt und erst 1949 wieder freigelegt. Zur Kirchenausstattung gehört ein Hochaltar, der von Statuen des Dominikus und der Katharina von Siena flankiert wird. Auf dem Altarretabel ist die Heimsuchung Marias dargestellt, auf dem Altarauszug die Trinität. Die Brüstung der Kanzel zeigt den Salvator mundi und die vier Evangelisten. Die Brüstung der Empore ist mit Tafelbildern geschmückt, auf denen die zwölf Apostel dargestellt sind.

## Sage
In einer alten Sage wird die Kirche mit der Burg Spraitbach (auch Burg Tanau genannt) in Verbindung gebracht. So soll ein gottesfürchtiges Burgfräulein von der Burgmauer in den Graben gestürzt und sich den Fuß gebrochen haben. Ihr Vater, ein Raubritter mit einem liederlichen Lebenswandel, soll daraufhin ein gutes Werk gelobt haben. Als seine Tochter wieder gesund wurde, soll die Kirche St. Anna errichtet worden sein.